# Rosulárie
Rosulárie (Rosularia) je rod rostlin z čeledi tlusticovité. Jsou to drobné, sukulentní, vytrvalé byliny s přízemními růžicemi listů a 5 až 9 četnými, nejčastěji bílými nebo růžovými květy. Plodem jsou měchýřky. Rod zahrnuje 21 druhů a je rozšířen v oblasti od jihovýchodní Evropy po Čínu a Himálaj. Rosulárie jsou zimovzdorné sukulenty, které je možno pěstovat na skalkách.

## Popis
Rosulárie jsou drobné, vytrvalé, sukulentní byliny s přízemními růžicemi dužnatých listů. Rostliny jsou lysé nebo s oděním ze žláznatých chlupů. Druhy ze sekce Ornithogalopsis mají dobře vyvinutou stonkovou hlízu (kaudex) a ztlustlý, dužnatý hlavní kořen. Některé druhy vytvářejí množství postranních růžic. Listy jsou dužnaté, střídavé, podlouhlé až široce lžicovité, zploštělé, přisedlé, někdy zoubkaté. Zimní růžice se u některých druhů odlišuje od letní.
Květy jsou oboupohlavné, 5 až 9 četné, ve vrcholových nebo postranních, hustých nebo řídkých,
latovitých nebo chocholíkovitých květenstvích. Kališní lístky jsou na bázi srostlé. Koruna je růžová nebo bílá, případně nažloutlá nebo hnědavá, někdy s červenou nebo purpurovou kresbou, zvonkovitá nebo miskovitá, složená z 5 až 9 na bázi srostlých lístků. Tyčinky jsou přirostlé nad bází koruny a jejich počet odpovídá dvojnásobku počtu korunních lístků. Pestíky jsou volné nebo na bázi srostlé a zanořené do receptákula. Plodem jsou vzpřímené, mnohasemenné měchýřky.

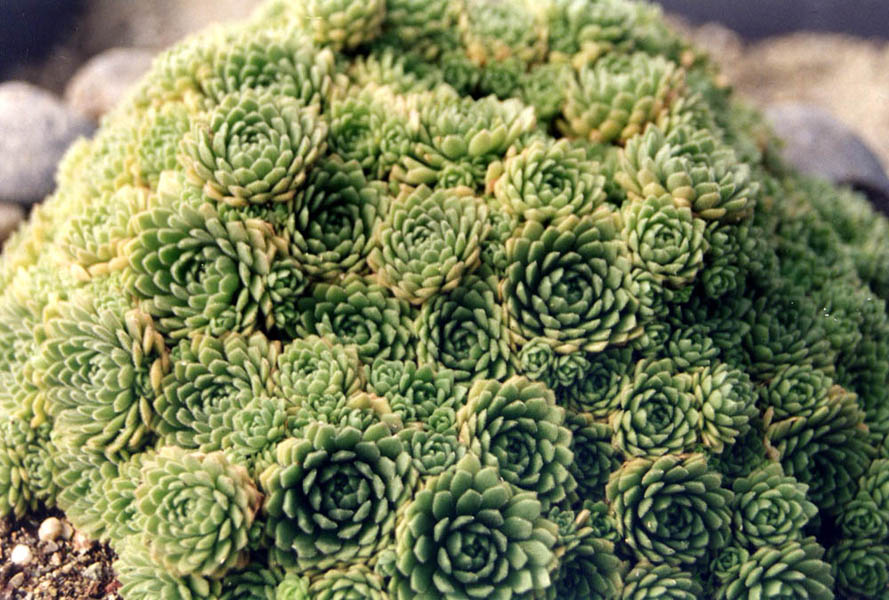
Rosularia platyphylla
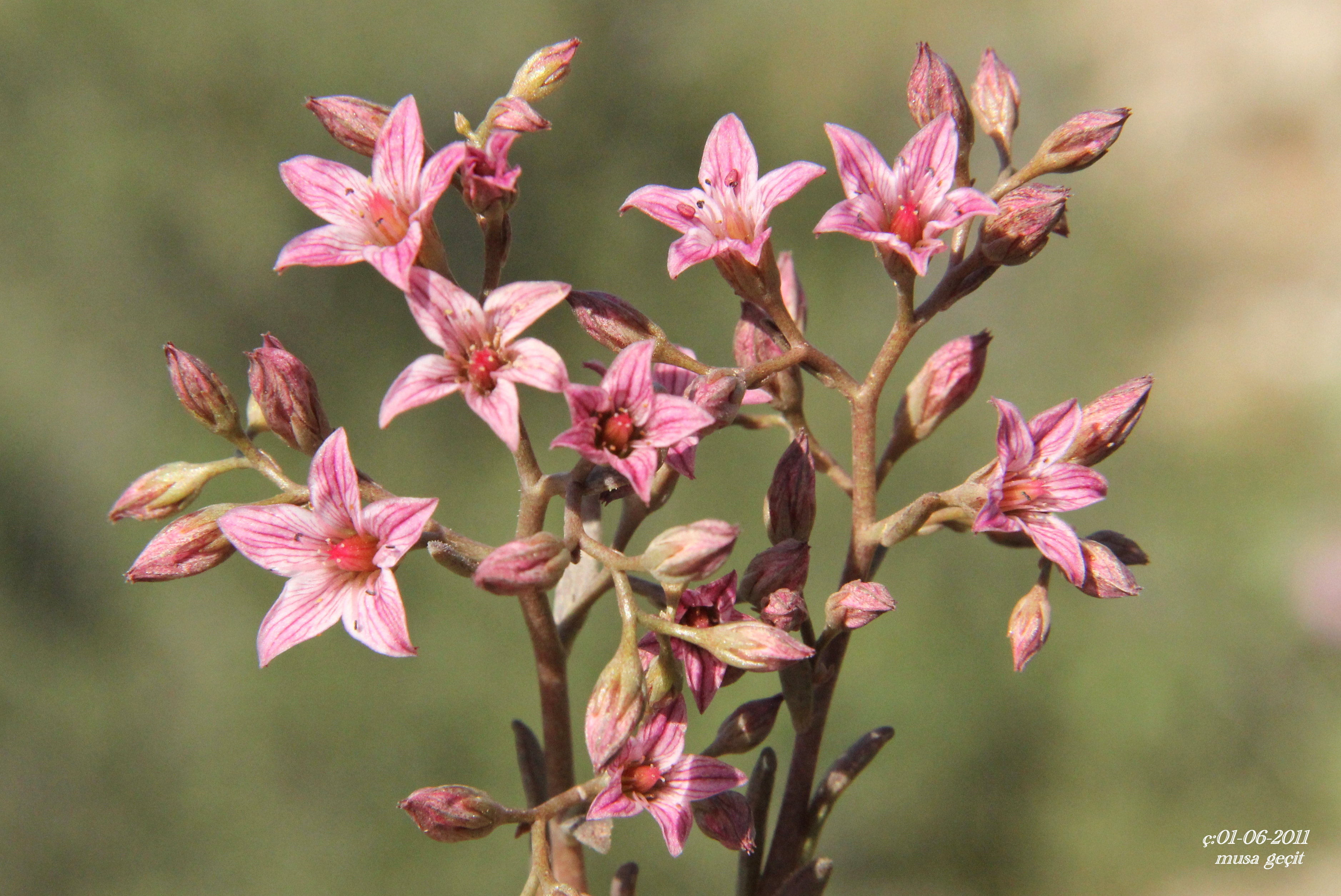
Květenství Rosularia sempervivum

## Rozšíření
Rod rosulárie zahrnuje 21 druhů. Je rozšířen v oblasti od jihovýchodní Evropy přes jihozápadní a Střední Asii a Kavkaz po Čínu a Himálaj. Centrum rozšíření je ve vysokých pohořích jihozápadní Asie. Největší počet endemických druhů (celkem 6) roste v Turecku, přičemž některé z těchto druhů jsou svým výskytem omezeny na jedinou horu. Do Evropy zasahuje druh Rosularia serrata, který se vyskytuje v Řecku a na Krétě. Na Kypru roste Rosularia globulariifolia, odkud byla zprvu popsána jako endemický druh R. cypria.
Rosulárie rostou jako chasmofyty ve skalních štěrbinách na různých stanovištích od pobřežních oblastí východního Středomoří přes stepní stanoviště až po subalpínské polohy Himálaje.

## Taxonomie
Rod Rosularia je v rámci čeledi Crassulaceae řazen do podčeledi Sedoideae a tribu Sedeae.
Podle výsledků molekulárních studií tvoří součást kladu označovaného jako Leucosedum, zahrnujícího stávající rody Prometheum, Sedella, Dudleya a některé druhy rodu Sedum (část podrodu Gormania). Některé druhy dříve řazené do rodu Rosularia byly přeřazeny do rodu Prometheum.

## Zástupci
- rosulárie chlupatá (Rosularia pilosa)

## Význam a pěstování

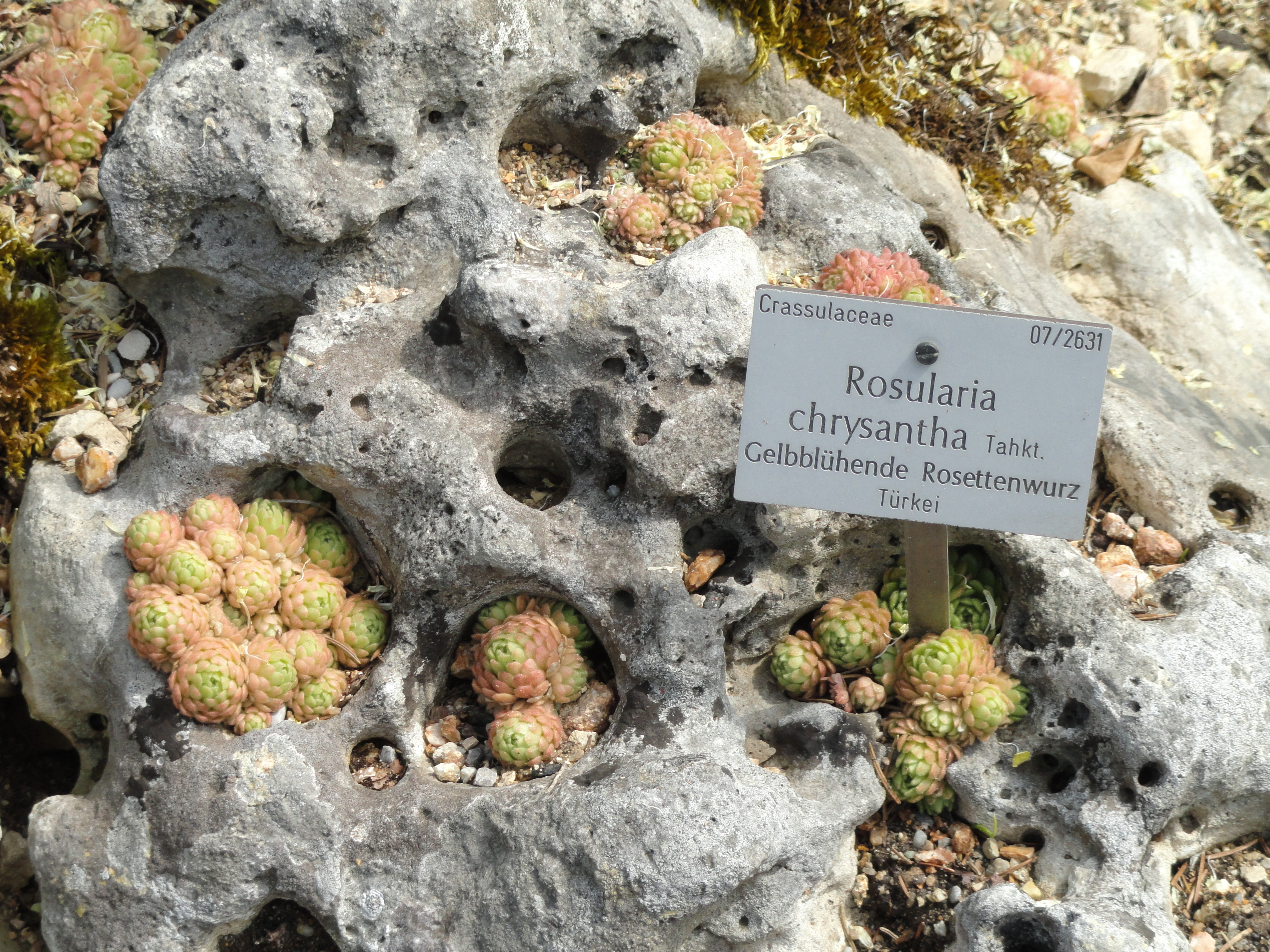
Rosularia chrysantha (syn. Prometheum chrysanthum) v botanické zahradě v Mnichově

Rosulárie jsou perspektivní a zajímavé sukulenty, které si svojí cestu na skalky a do sbírek sukulentů teprve hledají.
Jsou to vesměs zimovzdorné rostliny, které v odpovídajících podmínkách vydrží mrazy až -23 °C. Vyžadují velmi dobře propustnou půdu a světlé stanoviště. V chladnějších polohách je možno je umístit na přímé slunce, v horkých podmínkách jim vyhovuje mírný zástin. Dobře snášejí sucho a chudou půdu.